# Kondaa
Kondaa ist eine Stahlachterbahn von der Firma Intamin im Walibi Belgium in Wavre, Belgien. Der 50 Meter hohe und 1200 Meter lange Mega-Coaster hat am 8. Mai 2021 eröffnet und war zur Eröffnung die höchste Achterbahn der Benelux-Länder, sowie Frankreich. Das Vorhaben wurde 2018 auf der IAAPA vorgestellt.

## Züge
Kondaa hat zwei Züge mit jeweils sechs Wagen, welche jeweils zwei Sitzreihen und zwei Sitze pro Sitzreihe haben. Dadurch kann eine Kapazität von bis zu 1080 Personen pro Stunde erreicht werden. Die Züge haben vorne als Zero-Car einen Kopf von einem Monster bzw. einer Schlange.

## Layout
Die 1200 m lange Fahrt beginnt nach dem 50 Meter hohen, 45° steilen Kettenlifthill mit einem 80° steilen, nach rechts getwisteten First-Drop. Anschließend folgen zwei große Airtime-Hügel, ein 30 m hoher klassischer und ein nach links geneigter Hügel. Danach fährt man durch die weltweit erste Non-Inverting-Cobra-Roll. Es folgt ein Bunnyhop, sowie ein Wave-Turn (Intamins Bezeichnung: Wall-Stall). Zum Schluss kommt eine bodennahe übergeneigte Kurve, ein Banked-Double-Down und als Finale noch einige Bunnyhops.